# Lindsaea dubia
Lindsaea dubia là một loài thực vật có mạch trong họ Dennstaedtiaceae. Loài này được Spreng. miêu tả khoa học đầu tiên năm 1827.